# Tomtarna
Tomtarna, med inledningsorden '"Nu ska vi jobba med väldig fart", är en julsång skriven av Gullan Bornemark. Sången, som skildrar en dag i jultomtens verkstad inför julhelgen, publicerades första gången 1962 i "Gubben i lådan visor och lekar".

## Inspelningar
Den första inspelningen gjordes på singel "Gumman i lådan" med Gullan Bornemark själv och hennes barn Eva och Sven tillsammans med Malmö snurrorkester.